# 치와와 사막

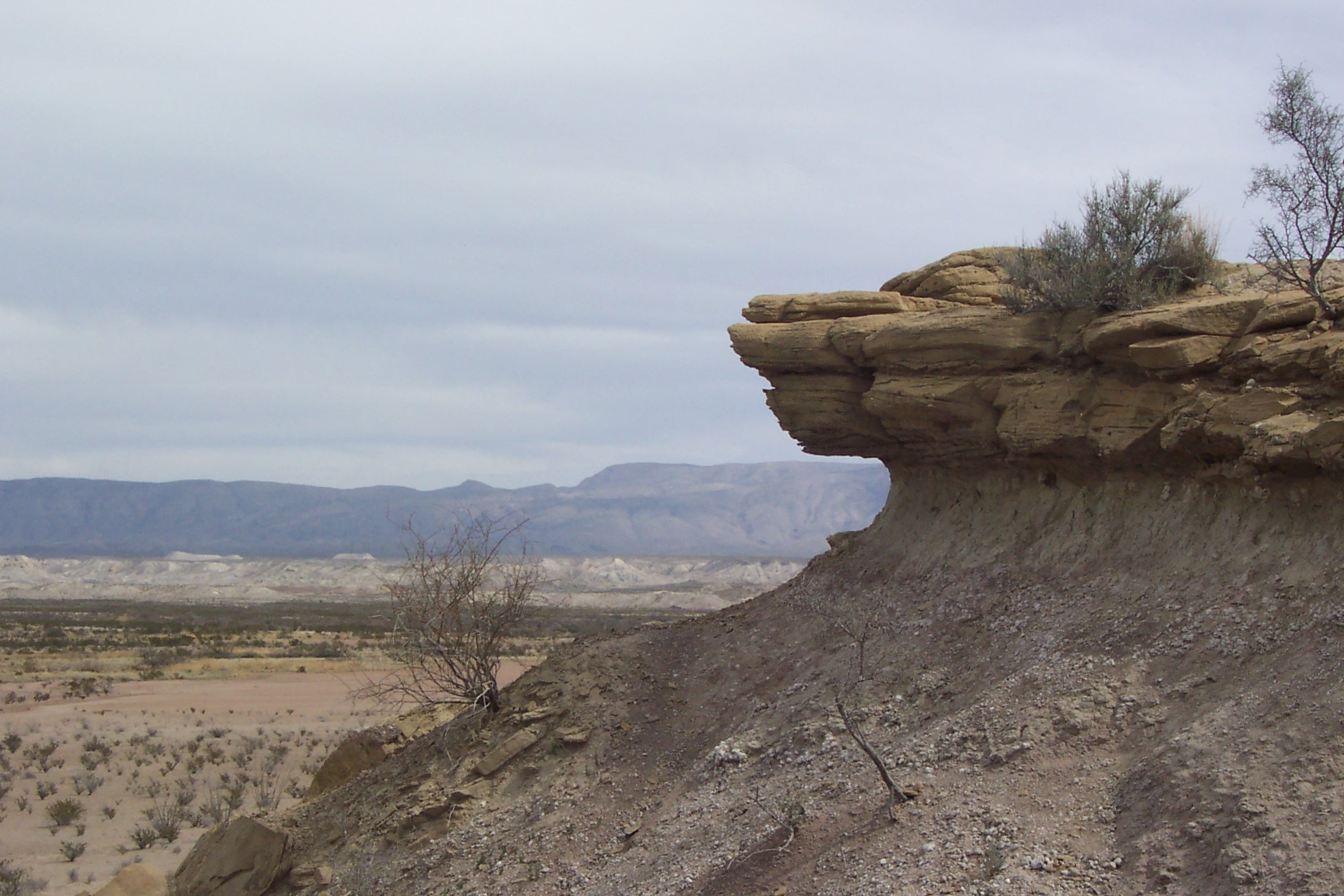

치와와 사막(영어: Chihuahuan Desert, 스페인어: Desierto de Chihuahua)은 미국과 멕시코의 국경에 위치한 사막이다. 미국 쪽으로는 뉴멕시코주의 중부와 남부, 텍사스주의 페이커스 강 서부, 애리조나주의 남동부에 해당한다. 멕시코 쪽으로는 치와와주의 북쪽 절반, 코아우일라주의 대부분, 두랑고주의 북동부, 사카테카스주의 북쪽 끝, 누에보레온주의 서쪽 일부에 해당한다. 면적은 약 362,600 km2이다.

## 같이 보기
- 소노라 사막